# Фрумин, Исак Давидович
Иса́к Дави́дович Фру́мин (род. 8 октября 1957, Черновцы) — российский педагог, заслуженный профессор НИУ ВШЭ.

## Биография
В 1979 году окончил математический факультет Красноярского государственного университета. В 1990 году стал кандидатом наук в Латвийском университете по специальности «Педагогические науки».
В 2001 году получил ученую степень доктора наук в РГПУ по специальности «Педагогические науки». В 2007 году получил учёное звание профессора.
Работал в качестве приглашенного исследователя в Вашингтонском и Гавайском университете (США).

## Места работы и должности
- С 1987 по 1999 год: директор Красноярской экспериментальной школы «Универс».
- С 1990 по 1999 год: заведующий кафедрой общей педагогики Красноярского государственного университета (по совместительству).
- С 1994 по 1999 год: директор института экспериментальной педагогики Сибирского отделения РАО (по совместительству).
- С 1999 по 2011 год: ведущий специалист по образованию Московского представительства Всемирного банка.
- С 2002 по 2006 год: профессор Академии народного хозяйства при Правительстве РФ (по совместительству).
- С 2006 по 2012 год: научный руководитель Института развития образования НИУ ВШЭ (по совместительству).
- C 2014 года: заместитель главного редактора научно-образовательного журнала «Вопросы образования».
- С 2012 по 2022 год: научный руководитель Института образования НИУ ВШЭ.
- Советник Министра образования и науки РФ.
- Член Экспертного совета при Правительстве Российской Федерации.
- Член Экспертного совета АНО «Агентство стратегических инициатив».
- Эксперт Рабочей группы Национального совета по профессиональным квалификациям при Президенте Российской Федерации по применению профессиональных стандартов в системе профессионального образования и обучения.
- Член Совета при Президенте Р. Н. Минниханове по образованию и науке Республики Татарстан.
- Член Наблюдательного совета Национального исследовательского Томского политехнического университета.
- Член международного научного совета Казанского федерального университета.
- Член международного научного совета Уральского федерального университета.

## Награды
- Заслуженный учитель РФ (1997);
- Дважды Лауреат Премии правительства Российской Федерации в области образования (2003, 2009);
- Орден Дружбы (апрель 2012);
- Благодарность Президента Российской Федерации (декабрь 2013).

## Публикации
- Froumin I., Leshukov O. «National-Regional Relationships in Federal Higher Education Systems : The case of Russian Federation» // Higher education forum Hiroshima University. 2015. No. 12. P. 77-94.
- Froumin I., Smolentseva A. Issues of transformation in post-socialist higher education systems (Guest-editors' introduction to the special issue) // European Journal of Higher Education. 2014. Vol. 4. No. 3. P. 205—208.
- Карной М., Лоялка П. К., Добрякова М. С., Доссани Р., Фрумин И. Д., Кунс К., Тилак Дж., Ванг Р. Массовое высшее образование. Триумф БРИК? / Пер. с англ. (под ред.: М. С. Добрякова). М. : Издательский дом НИУ ВШЭ, 2014.
- Лисюткин М. А., Фрумин И. Д. Как деградируют университеты? к постановке проблемы // Университетское управление: практика и анализ. 2014. № 4-5(92-93). С. 12-21.